# الأراضي التي تحتلها روسيا في جورجيا
الأراضي التي تحتلها روسيا في جورجيا، هي مناطق في جورجيا، احتلتها روسيا بعد حرب أوسيتيا الجنوبية في عام 2008. وتشتمل هذه الأراضي على منطقة حكومة جمهورية أبخازيا المتمتعة بالحكم الذاتي، ومنطقة أوبلاست أوسيتيا الجنوبية ذاتية الحكم سابقًا في جورجيا السوفيتية الاشتراكية (مقسمة حاليًا إلى عدة تقسيمات إدارية غير متمتعة بالحكم الذاتي، تابعة لدولة جورجيا المستقلة)، ويُعد وضعها محط نزاع دولي.
منذ حرب عام 2008 والاحتلال العسكري الروسي اللاحق لأبخازيا وأوسيتيا الجنوبية، تنظر كل من الحكومة الروسية إلى جانب أربع دول أخرى أعضاء في الأمم المتحدة، إلى هذه الأراضي، كجمهوريتين مستقلتين ذات سيادة: جمهورية أبخازيا وجمهورية أوسيتيا الجنوبية. لم تكن جمهوريتا أبخازيا وأوسيتيا الجنوبية غير المعتَرف بهما، تسيطران بالكامل على أراضيهما المزعومة قبل الاحتلال الروسي. أُنشئت قواعد عسكرية روسية في أبخازيا وأوسيتيا الجنوبية، ولم تسمح روسيا لبعثة المراقبة التابعة للاتحاد الأوروبي في جورجيا بدخول تلك الأراضي. وقّعت روسيا اتفاقيات مع الإدارات المدنية الفعلية في كلا الإقليمين لدمجهما عسكريًا واقتصاديًا في روسيا. بدأت القوات الروسية عملية ترسيم الحدود (المعروفة أيضًا باسم «التحديد») على طول الحدود بين بقية جورجيا وجمهورية أوسيتيا الجنوبية المُعلَنة من جانب واحد، وما وراءها.
تُعد أبخازيا وأوسيتيا الجنوبية جزءًا لا يتجزأ من جورجيا، وتمثلان معًا 20% من أراضي جورجيا المعترف بها دوليًا. يجرّم «القانون الجورجي المتعلق بالأراضي الجورجية المحتلة» الذي اعتُمد في عام 2008، دخول أبخازيا وأوسيتيا الجنوبية من الجانب الروسي دون إذن خاص، ولا يسمح إلا بالنشاط الاقتصادي في الإقليمين بما يتوافق مع ما تضمّنه. اعترفت جورجيا ومعظم الأعضاء الآخرين في المجتمع الدولي، بما في ذلك الولايات المتحدة وفرنسا والصين والمملكة المتحدة وكندا وألمانيا وتركيا واليابان وإسرائيل وأستراليا وإيطاليا والبرازيل وأوكرانيا والاتحاد الأوروبي ومنظمة الأمن والتعاون في أوروبا ومجلس أوروبا وكذلك الأمم المتحدة، بأبخازيا وأوسيتيا الجنوبية كأراضٍ محتلة وأدانت الوجود العسكري الروسي وممارساته هناك.

## تاريخ
بعد الحرب الروسية الجورجية في 26 أغسطس من عام 2008، وقّع الرئيس الروسي دميتري ميدفيديف، مراسيم تعترف باستقلال أبخازيا وأوسيتيا الجنوبية كدولتين ذات سيادة. أصدر البرلمان الجورجي في 28 أغسطس من عام 2008 قرارًا بالإجماع، يعلن فيه رسميًا أن أبخازيا وأوسيتيا الجنوبية مناطق محتلة من قبل روسيا، مطلقًا على القوات الروسية اسم قوات الاحتلال. أقامت روسيا علاقات دبلوماسية مع كل من أبخازيا وأوسيتيا الجنوبية وتمركزت القوات الروسية هناك. صرّح وزير الخارجية الروسي سيرغي لافروف، أن الوجود العسكري في أبخازيا وأوسيتيا الجنوبية ضروري لمنع جورجيا من استعادة السيطرة عليها. انسحب الروس من جورجيا تدريجيًا بعد الحرب مباشرة، لكنهم ظلّوا في بيريفي، لينسحبوا منها في 12 ديسمبر من عام 2008. وبعد ثماني ساعات، أعادت وحدة روسية مؤلفة من 500 جندي احتلال القرية، وانسحبت الشرطة الجورجية بعد أن هدد الروس بإطلاق النار. انسحبت جميع القوات الروسية الموجودة في بيريفي إلى أوسيتيا الجنوبية في 18 أكتوبر من عام 2010 ودخلت وحدة من الجيش الجورجي إليها.
في عام 2009، ذكر الرئيس الجورجي ميخائيل ساكاشفيلي في عدة خطابات، أن روسيا كانت تتواجد على بعد 40 كيلومترًا من العاصمة الجورجية تبليسي، موجهةً أسلحتها نحوها.
فُجّر الجسر الواقع على الطريق المؤدي إلى ممر ماميسون على الحدود مع روسيا في مقاطعة راتشا، في يونيو من عام 2009، ويُزعم أن حرس الحدود الجورجيون انسحبوا إلى عمق الأراضي الجورجية عدة كيلومترات. صرّح ماموكا أريشيدزي، خبير شؤون القوقاز، أن الانسحاب «كان من الممكن أن يكون مشروطًا باستعداد السلطات الجورجية لمنع الاشتباكات مع الروس».
ناشدت لجنة العلاقات الخارجية في برلمان جورجيا في أبريل من عام 2010، الهيئات التشريعية في 31 دولة، مطالبةً بإعلان منطقتي أبخازيا وأوسيتيا الجنوبية في جورجيا مناطق خاضعة للاحتلال الروسي، والاعتراف بأن النزوح الجماعي للمدنيين من هاتين المنطقتين من قبل الروس يصل إلى حد التطهير العرقي.
وفي مارس 2011، طالب الروس بنقل ملكية قرية أيبغا الواقعة على نهر بسو في الجزء الشمالي الغربي من أبخازيا، إلى روسيا.  قُسمت القرية إلى قسمين أثناء وجود الاتحاد السوفيتي؛ الجزء الجنوبي ينتمي إلى جورجيا والجزء الشمالي لروسيا. ويُزعم أن روسيا طالبت أيضًا بمساحة 160 كيلومتر مربع (62 ميل مربع) من الأراضي بالقرب من بحيرة ريتسا في مقاطعة غاغرا. تخلّت روسيا عن مطالبتها بالقرية بعد إثبات الجانب الأبخازي أن الجزء الجنوبي من أيبغا ينتمي إلى جمهورية جورجيا الاشتراكية السوفيتية.
أثار رئيس الوزراء الجورجي إراكلي غاريباشفيلي جدلًا في 11 يونيو من عام 2014، عندما صرّح لقناة (بي بي سي نيوز) أن روسيا «غير مهتمة بضم» أبخازيا وأوسيتيا الجنوبية. انتقدت الحركة الوطنية المتحدة المعارضة هذا التصريح، متهمةً غاريباشفيلي بالفشل في الدفاع عن مصالح بلده على الساحة الدولية.
وقّعت روسيا اتفاقيات «تحالف ودمج» مع أبخازيا في نوفمبر من عام 2014 ومع أوسيتيا الجنوبية في مارس من عام 2015. وقد وضعت كلتا المعاهدتين جيوش الجمهوريات الانفصالية تحت القيادة الروسية رسميًا، في حين تضمنت الاتفاقية مع أوسيتيا الجنوبية أيضًا أحكامًا تدمج اقتصادها مع اقتصاد روسيا. حُلّت الحدود بين روسيا وأوسيتيا الجنوبية بشكل فعال ووحدت الجمارك. صرّح أحد معاوني الرئيس الروسي فلاديمير بوتين في أوائل عام 2015 أنه يجب أيضًا إزالة الحدود مع أبخازيا. أدان المسؤولون الجورجيون بشدة تعميق الاعتماد الاقتصادي والعسكري للأراضي المحتلة على روسيا، ووصفوا ذلك بأنه برنامج «ضم زاحف». ندد المسؤولون الجورجيون بمعاهدات الدمج الموقّعة بين الرئيس الروسي فلاديمير بوتين ونظرائه من أبخازيا وأوسيتيا الجنوبية في عامي 2014 و2015، باعتبارها محاولات لضم المناطق الانفصالية إلى الاتحاد الروسي.

## القانون الجورجي
وقع الرئيس ميخائيل ساكاشفيلي في أواخر أكتوبر من عام 2008، على التشريع الخاص بالأراضي المحتلة الذي أقرّه برلمان جورجيا. ويغطي القانون المناطق الانفصالية في أبخازيا وإقليم أوبلاست أوسيتيا الجنوبية السابق الذي يتمتع بالحكم الذاتي.
وفي فبراير من عام 2013، أفيد بأن الحكومة الجورجية تدرس إدخال تعديلات على القانون من شأنها إلغاء تجريم الدخول إلى أبخازيا وأوسيتيا الجنوبية من أقاليم غير تلك التي تسيطر عليها جورجيا، وجَعْل ذلك جريمة إدارية تخضع لعقوبة مالية بدلًا من عقوبة السجن.
أُدخلت التعديلات على قانون الأراضي المحتلة في جورجيا في 16 مايو من 2013. وسيترتب على مخالفة هذا القانون للمرة الأولى، عقوبات إدارية، وليس الملاحقة الجنائية والسجن كالسابق. وفقًا للتعديلات، إذا عبر شخص ما الحدود بشكل غير قانوني للمرة الأولى، فسيُغرّم بمبلغ 400 لاري جورجي، في حين يبقى الانتهاك المتكرر جريمة جنائية تصل عقوبتها إلى السجن لمدة عام واحد أو دفع غرامة قدرها 800 لاري جورجي على الأقل.
في يوليو من عام 2013، برزت تقارير تفيد بأن السلطات الجورجية ستحقق مع الممثل جيرارد ديبارديو بتهمة انتهاك القانون. صرّح ممثل الحكومة الجورجية أن «ديبارديو زار عاصمة أبخازيا، سوخومي، والتقى بالقيادة الانفصالية في المنطقة في الأول من يوليو دون إجراء مشاورات أولية مع تبليسي».
أصدرت وزارة الخارجية الجورجية في فبراير من عام 2014، تحذيرًا لزوار دورة الألعاب الأولمبية الشتوية في سوتشي بأن دخول أبخازيا من أراضي الاتحاد الروسي سيُعد انتهاكًا للقانون الدولي، وأن الأفراد الذين يمرون عبر الحدود خارج نطاق سيطرة الجمارك والحدود الجورجية، سيخضعون للمحاكمة من قبل النظام القضائي الجورجي. وجاء هذا البيان ردًا على إعلان سابق من قبل السلطات الفعلية في سوخومي، قيامها بتسهيل قواعد التأشيرة للسياح الذين يسعون إلى دخول أبخازيا خلال دورة الألعاب الأولمبية الشتوية عبر نقطة عبور بسو الحدودية.
في 15 أبريل من عام 2014، وبعد ضم الاتحاد الروسي لشبه جزيرة القرم، اعتمد المجلس الأعلى الأوكراني قانون «ضمان حماية حقوق وحريات المواطنين والنظام القانوني في الأراضي المحتلة مؤقتًا في أوكرانيا». يستند القانون الأوكراني إلى القانون الجورجي الخاص بالأراضي المحتلة.